# Quercus xylina
Quercus xylina — вид дубів, що росте в Мексиці.

## Морфологічна характеристика
Дерево 3–10 метрів у висоту. Кора сіра, луската. Листки 6–8 × 3–5 см, опадні, товсті, овальні чи довгасті; верхівка тупа (іноді гостра); основа округла чи серцеподібна, іноді асиметрична; край товстий, злегка закручений, городчатий чи з 3–6 зубцями з кожного боку на дистальній половині; верх оливково-зелений, злегка морщинистий, голий чи вкритий мізерними зірчастими і залозистими трихомами; низ блідіший, густо і стійко вовнистий; ніжка листка 7–13 мм завдовжки, спочатку вовниста, зрештою гола. Період цвітіння у травні; чоловічі сережки 3 см, з численними квітками; жіночі завдовжки 5–10 мм, з 1–5 запушених квітками. Жолудь завдовжки 15–20 мм, від яйцеподібної до довгастої форми, голий; від 1 до 8 разом на запушеній квітконіжці; чашечка менше 2 см ушир, укриває 1/2 горіха; дозрівання того ж року у вересні-жовтні.

## Поширення
Зростає в зх. Мексиці (Дуранго, Гуанахуато, Ідальго, Халіско, Керетаро, Сіналоа). Росте на висотах 1650–3000 метрів.